# Bad Meets Evil
Bad Meets Evil er en amerikansk hip hop-gruppe fra Detroit, Michigan. Den består af de to rappere Eminem og Royce da 5'9".
Gruppen gik opløsning i 2002, efter at Royce var blevet uvenner med Eminems anden gruppe, D12. Gruppen genopstod dog igen i 2010 og udsendte sin første EP, Hell: The Sequel i juni 2011.
| Musikgruppe | Spire Denne artikel om en amerikansk musikgruppe er en spire som bør udbygges. Du er velkommen til at hjælpe Wikipedia ved at udvide den. |